# ألفونسو بورتيو
ألفونسو بورتيو كابريرا أنطونيو (بالإسبانية: Alfonso Portillo)‏ (من مواليد 24 سبتمبر 1951) سياسي غواتيمالي شغل منصب رئيس غواتيمالا من 14 يناير 2000 إلى 14 يناير 2004.
وتولى مهام منصبه في 14 يناير 2000، ما يمثل جبهة غواتيمالا الجمهوري (FRG)، الحزب الذي يقوده الحاكم العسكري الجنرال المتقاعد والسابق ايفرين ريوس مونت.

## روابط خارجية
- ألفونسو بورتيو على موقع مونزينجر (الألمانية)
- ألفونسو بورتيو على موقع إن إن دي بي (الإنجليزية)